# Холл, Матильда
Матильда Холл (швед. Mathilda Hall, полное имя Mathilda Elisabeth Hall; 1833—1894) — шведская педагог.
Основательница собственной школы, директором которой была в 1857—1894 годах.

## Биография
Родилась 29 апреля 1833 года в Гётеборге в семье оптового торговца Олофа Холла, который принадлежал к семье переехавшей в Швецию из Англии в XVIII веке, и его жены Мартины Элизабет Берг.
Матильда в детства стремилась к знаниям. Образование она получила в женской школе Societetsskolan в Гётеборге, а затем в женском пансионе Brödraförsamlingens в городе Зейст в Нидерландах, после чего получила высшее педагогическое образование в 1854 году в Утрехте.
Вернувшись в Гётеборг, Матильда Холл начала принимать учеников у себя дома, а в 1857 году открыла собственную школу. У неё были большие амбиции в отношении образования для девочек. В качестве учителей она нанимала мужчин, пока в 1861 году не была открыта Высшая учительская семинария в Стокгольме, после чего она могла получать оттуда подготовленных учителей-женщин. Сама Холл сначала преподавала несколько предметов, но в конце концов посвятила себя исключительно преподаванию религиозных предметов. Как и в большинстве шведских школ для девочек, здесь упор делался на христианское обучение и формирование характера, а не на глубокие знания, но школа всё же школа Матильды Холл была более основательным образовательным учреждением. В числе преподаваемых предметов были — церковная история, общая история, немецкий, французский и английский языки. Необычным для школы Холл было то, что помимо обучению шитья одежды в ней учили резьбе по дереву.
Умерла 3 июня 1894 года в Гётеборге.
После смерти Матильды её школой руководили её же сёстры Жозефина и Анна, которые через два года передали школу Фриде Паллин, проработавшей в ней директором 27 лет (с 1896 по 1923 год). Затем школу возглавляли Гертруда Сандберг (1923—1935) и Эбба Перссон (1935—1938). В феврале 1938 года школа Матильды Холл прекратила своё существование, объединившись с другими образовательными учреждениями Гётеборга под новым названием Vasastadens kommunala flickskola.
В числе преподавателей школы Матильды Холл была шведская писательница и педагог Жанна Отердал, проработавшая в школе с 1901 по 1935 год.